# Current events (John Abercrombie)
Current events is een studioalbum van John Abercrombie. Na het uiteenvallen van zijn kwartet, kwam Abercrombie ditmaal met een trio. De muziek liet een kleine ommezwaai horen. De invloed van de drummer Peter Erskine was redelijk groot. Erskine had net gespeeld met de muziekgroep Steps Ahead en de muziek van hun album Modern times klinkt door op dit album. Voor het eerst is Abercrombie ook te horen op de gitaarsynthesizer, hetgeen direct Pat Metheny in beeld brengt qua geluid. 
Het album is opgenomen in de Rainbow Studio van Jan Erik Kongshaug, in september 1985.

## Musici
- John Abercrombie – gitaar, gitaarsynthesizer
- Marc Johnson – basgitaar
- Peter Erskine – slagwerk

## Muziek
| Nr. | Titel                                         | Duur |
| --- | --------------------------------------------- | ---- |
| 1.  | Clint (Abercrombie, Johnson, Erskine)         | 6:06 |
| 2.  | Alice in wonderland (Sammy Fain, Bob Hillard) | 8:38 |
| 3.  | Ralph’s piano waltz (Abercrombie)             | 6:11 |
| 4.  | Lisa (Abercrombie)                            | 2:23 |
| 5.  | Hippityville (Abercrombie)                    | 8:20 |
| 6.  | Killing time (Abercrombie)                    | 7:52 |
| 7.  | Still (Abercrombie)                           | 8:56 |